# Vincent Libert
Vincent Libert – belgijski strzelec, olimpijczyk.
Wystartował w Letnich Igrzyskach Olimpijskich 1920, gdzie wystąpił w przynajmniej 2 konkurencjach drużynowych. Zajął 12. miejsce w karabinie wojskowym stojąc z 300 m, a także 14. pozycję w karabinie wojskowym leżąc z 300 m.

## Wyniki

### Igrzyska olimpijskie
| Igrzyska       | Konkurencja                               | Wynik            | Miejsce | Źródło |
| -------------- | ----------------------------------------- | ---------------- | ------- | ------ |
| Antwerpia 1920 | Karabin wojskowy leżąc, 300 m, drużynowo  | 264 pkt. (druż.) | 14      | [ 1 ]  |
| Antwerpia 1920 | Karabin wojskowy stojąc, 300 m, drużynowo | 217 pkt. (druż.) | 12      | [ 2 ]  |